# Debaucheur
Debaucheurs wurden im Militärjargon des 18. Jahrhunderts berufsmäßige Abwerber genannt, die – zumindest bei der preußischen Armee – Soldaten aus fremden Armeen für die eigene Armee rekrutierten. Weitere Bedeutungen waren „unordentlicher Mensch, Schwelger, Prasser, Wollüstling“ sowie „Verführer, Schänder, Schwängerer“.
Diese Anwerbung von Soldaten anderer Armeen war seinerzeit ein durchaus verbreitetes Verfahren. Dass dabei die ins Auge gefassten Männer zur strafrechtlich verfolgbaren Desertion verleitet werden mussten, wurde billigend in Kauf genommen.